# Montague Harbour Marine Park
Montague Harbour Marine Park är en park i Kanada.   Den ligger i Capital Regional District och provinsen British Columbia, i den sydvästra delen av landet, 3 600 km väster om huvudstaden Ottawa. Montague Harbour Marine Park ligger 36 meter över havet. Den ligger på ön Galiano Island.
Terrängen runt Montague Harbour Marine Park är platt åt nordväst, men söderut är den kuperad. Trakten är glest befolkad. Närmaste större samhälle är Crofton, 18,3 km väster om Montague Harbour Marine Park. 
I omgivningarna runt Montague Harbour Marine Park växer i huvudsak blandskog.